# 绿莺
，是雀形目绿莺科的一种鸟类，自成一属。
绿莺体重约13.06克，翼长约61.5毫米，嘴峰长约13毫米，喙宽度约3.4毫米，喙厚度约3.4毫米，跗蹠长约20.1毫米，尾长约42.9毫米。绿莺在其分布区内为留鸟，其栖息在密集的高大树木组成的森林中，食性为肉食性，主要食物来源是陆生无脊椎动物。

## 亚种
- ：分布于塞内加尔和冈比亚东部至南苏丹南部、乌干达、肯尼亚西部和坦桑尼亚西北部，南至安哥拉中部和刚果民主共和国中部。
- ：分布于几内亚湾的比奧科島。[4]